# Parapercis nebulosa
Parapercis nebulosa és una espècie de peix de la família dels pingüipèdids i de l'ordre dels perciformes.

## Descripció
- El cos, no molt allargat, fa 25 cm de llargària màxima[8] i és de color blanquinós amb 6 grans taques quadrangulars de color marró al dors (les quals poden contindre petites taques clares i, també, poden ésser de color vermell en els exemplars d'aigües fondes) i una segona sèrie de sis punts foscos similars, tot i que més arrodonits, a la part inferior del cos.
- Cap amb línies blaves, les quals s'estenen des de la part anterior de l'ull.
- L'àrea espinosa de l'aleta dorsal és de color negre entre la primera i la cinquena espines.[8][9]

## Alimentació
Menja petits crustacis i el seu nivell tròfic és de 3,45.

## Hàbitat i distribució geogràfica
És un peix marí, demersal (fins als 30 m de fondària) i de clima tropical (11°S-35°S, 112°E-154°), el qual viu a la conca Indo-Pacífica: els fons sorrencs amb llim de les badies poc fondes del Vietnam i Austràlia (Nova Gal·les del Sud, el Territori del Nord, Queensland i Austràlia Occidental, incloent-hi la Gran Barrera de Corall i el golf de Carpentària). Els registres que suposadament provaven la seua presència a l'Índic occidental -l'illa de Maurici- són, en realitat, identificacions errònies de Parapercis robinsoni.

## Observacions
És inofensiu per als humans.